# Crête des Calumets
La crête des Calumets est une crête de l'île de La Réunion, département d'outre-mer français dans le Sud-ouest de l'océan Indien. Partie du massif du Piton des Neiges, elle est située dans la section du cirque naturel de Mafate qui relève de la commune de La Possession. D'une altitude maximale de 2 109 mètres, elle relie le Piton des Calumets, à l'ouest-nord-ouest, au pied du Morne de Fourche, à l'est-sud-est.